# Metacyrba taeniola similis
Metacyrba taeniola là một phân loài nhện trong họ Salticidae.
Loài này thuộc chi Metacyrba. Metacyrba taeniola similis được Richard C. Banks miêu tả năm 1904.